# Ambrogio Aldegati
Ambrogio Aldegati (... – Casale Monferrato, 18 aprile 1570) è stato un teologo e vescovo cattolico italiano.

## Biografia
Mantovano di origine, appartenne all'Ordine dei frati predicatori. Fu nominato inquisitore generale dello Stato mantovano fino al 1567 ed operò a Mantova arresti importanti. Sostituito da Camillo Campeggio, il 3 settembre 1567 venne eletto vescovo di Casale per volere del duca di Mantova e marchese del Monferrato Guglielmo Gonzaga, che non godeva dei favori dei sudditi monferrini, continuamente vessati da tributi, e che avrebbe dovuto essere assassinato in quella occasione nel duomo di Casale Monferrato. Il duca si salvò perché i suoi uomini scoprirono per tempo il complotto.
Morì a Casale nel 1570.